# Kirchdorf (Obersiggenthal)
Kirchdorf è una frazione di 1 034 abitanti del comune svizzero di Obersiggenthal, nel Canton Argovia (distretto di Baden).

## Storia
Già comune autonomo, nel 1803 è stato accorpato al comune di Obersiggenthal.

## Monumenti e luoghi d'interesse

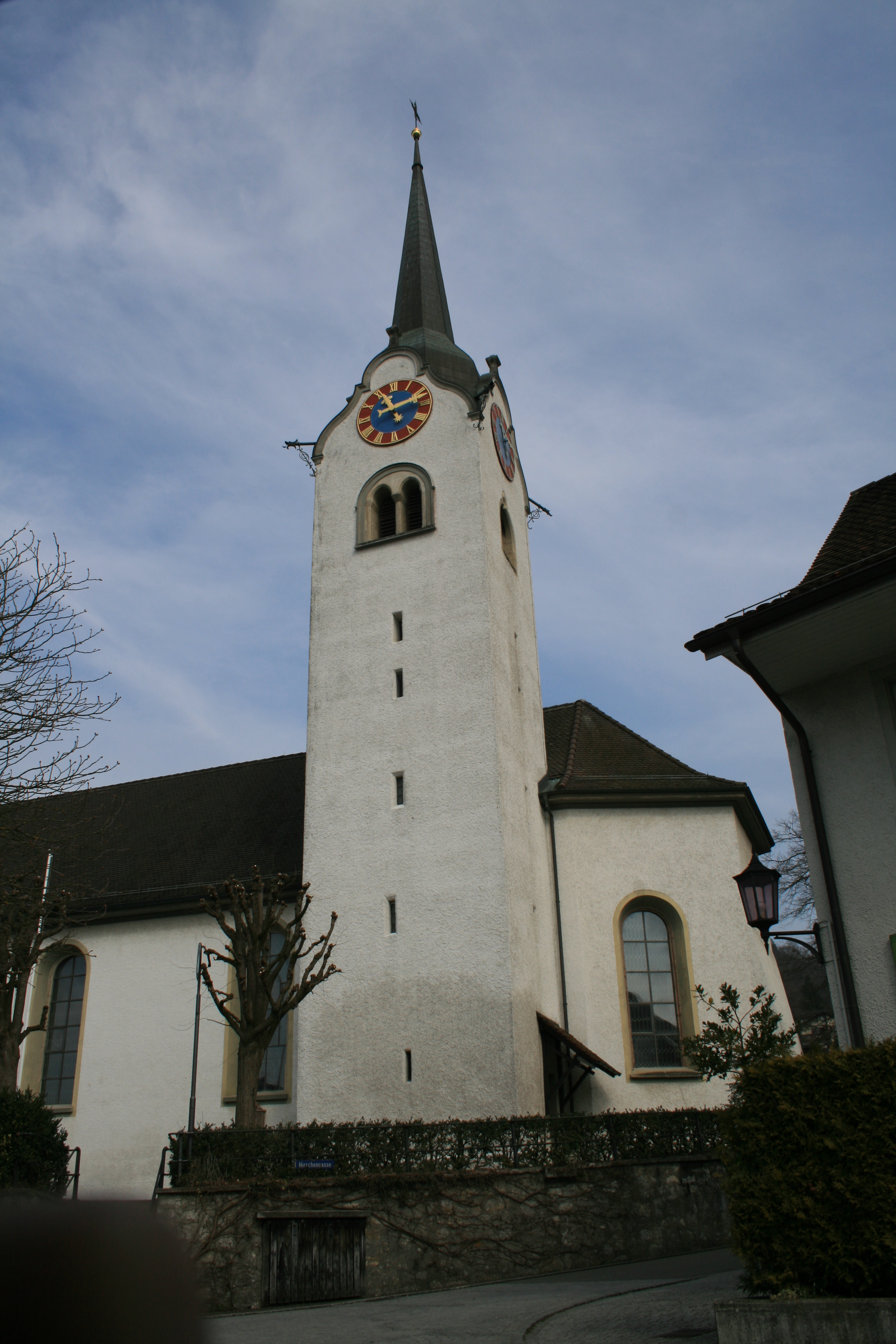
La chiesa cattolica

- Chiesa cattolica, eretta nel IX secolo[1].

## Società

### Evoluzione demografica
L'evoluzione demografica è riportata nella seguente tabella:
Abitanti censiti

## Amministrazione
Ogni famiglia originaria del luogo fa parte del cosiddetto comune patriziale e ha la responsabilità della manutenzione di ogni bene ricadente all'interno dei confini del comune.